# Marpissa decorata
Marpissa decorata là một loài nhện trong họ Salticidae.
Loài này thuộc chi Marpissa. Marpissa decorata được Benoy Krishna Tikader miêu tả năm 1974.